# 6838 Okuda
6838 Okuda este un asteroid din centura principală de asteroizi.

## Descriere
6838 Okuda este un asteroid din centura principală de asteroizi. A fost descoperit pe 30 octombrie 1995 la Nachi-Katsuura de Yoshisada Shimizu și Takeshi Urata. Asteroidul prezintă o orbită caracterizată de o semiaxă mare de 2,65 ua, o excentricitate de 0,17 și o înclinație de 13,6° în raport cu ecliptica.